# Straßenbahnen der Stadt Berlin

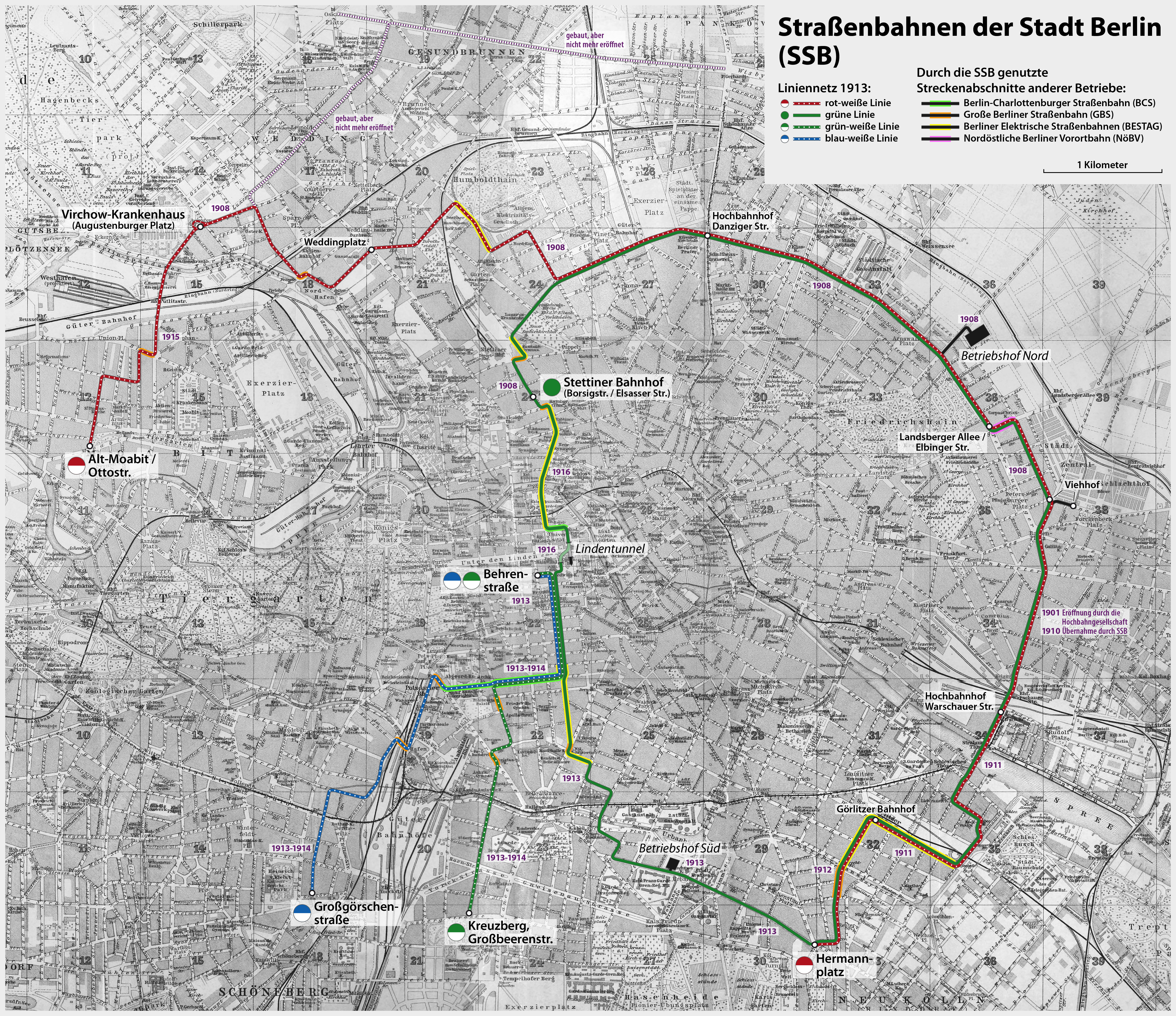
Netzentwicklung der Städtischen Straßenbahnen

Die Straßenbahnen der Stadt Berlin (SSB), auch Städtische Straßenbahnen in Berlin genannt, waren der erste kommunale Straßenbahnbetrieb in den damaligen Grenzen Berlins. Um der Monopolstellung der privaten Gesellschaft Große Berliner Straßenbahn (GBS) entgegenzutreten, fasste die Berliner Stadtverordnetenversammlung im Oktober 1900 den Beschluss, künftig Straßenbahnen auch auf eigene Rechnung zu betreiben. Die ersten Strecken gingen am 1. Juli 1908 in Betrieb und wurden anschließend zügig erweitert. Am 1. Dezember 1910 übernahmen die Städtischen Straßenbahnen den Betrieb auf der sogenannten Flachbahn, die vorher von der Hochbahngesellschaft betrieben worden war. Die Netzerweiterung fand mit der Inbetriebnahme des Lindentunnels im Dezember 1916 ihren vorläufigen Abschluss. Nach der Bildung der Einheitsgemeinde Groß-Berlin wurden am 13. Dezember 1920 die Städtischen Straßenbahnen und die Berliner Elektrischen Straßenbahnen mit der Großen Berliner Straßenbahn zur Berliner Straßenbahn vereinigt. Die SSB wiesen zu diesem Zeitpunkt eine Streckenlänge von 31,2 Kilometern auf und verzeichnete insgesamt 193 Wagen (115 Trieb- und 78 Beiwagen) in ihrem Bestand.

## Geschichte

### Vorgeschichte
Zu Beginn der 1890er Jahre bestanden in Berlin drei Pferdebahnunternehmen: die Berliner Pferde-Eisenbahn (BPfE; ab 1894 als Berlin-Charlottenburger Straßenbahn, BCS), die Große Berliner Pferde-Eisenbahn (GBPfE) und die Neue Berliner Pferdebahn (NBPf). Von diesen Gesellschaften war die GBPfE mit Abstand die größte, 1890 erbrachte sie rund 60 Prozent der Verkehrsleistungen in Berlin (Stadt- und Ringbahn sowie Pferdeomnibus mit eingeschlossen). 1894 baute sie ihre Position durch die Verwaltungsübernahme der NBPf aus. Im Folgejahr eröffneten Siemens & Halske mit den Elektrischen Straßenbahnen in Berlin (ab 1899 als Berliner Elektrische Straßenbahnen AG, BESTAG) die erste elektrische Straßenbahnlinie in den damaligen Grenzen Berlins. Die GBPfE, die zunächst die hohen Kosten einer Netzelektrifizierung scheute, zog 1896 nach und eröffnete anlässlich der Berliner Gewerbeausstellung im Treptower Park ihre ersten elektrischen Linien. Nachdem das Unternehmen erkannte, dass die Vorteile gegenüber dem Pferdebahnbetrieb überwogen, schlossen am 2. Juli 1897 und 19. Januar 1898 die GBPfE und die NBPf auf der einen und die Stadt Berlin auf der anderen Seite einen neuen Zustimmungsvertrag ab. Kernpunkt dieses als „Umwandlungsvertrag“ bezeichneten Papiers war die Elektrifizierung des Pferdebahnnetzes. Die Stadt verbot das Aufhängen von Oberleitungen an repräsentativen Stellen, die Wagen sollten die entsprechenden Abschnitte mittels Akkumulatoren überbrücken. Der Gesellschaft wurde der Betrieb von Straßenbahnen bis zum 31. Dezember 1919 gestattet. Die Generalversammlung der GBPfE änderte anlässlich der bevorstehenden Elektrifizierung am 25. Januar 1898 ihren Namen in Große Berliner Straßenbahn A.-G. (GBS) um.
In einer früheren Fassung des Umwandlungsvertrags waren mehrere Neubaustrecken im Netz der GBS als Bauverpflichtung enthalten. Die Sozialdemokraten in der Berliner Stadtverordnetenversammlung äußerten dazu Bedenken, da sie eine Stärkung der GBS befürchteten. Die Stadt schrieb diese Strecken daher separat aus, woraufhin Angebote von der GBS sowie der Continentalen Gesellschaft für elektrische Unternehmungen eingingen. Von den Verhandlungen mit letzterer erhoffte sich die Stadt eine dauerhafte Konkurrenz zweier Verkehrsunternehmen und eine günstige Verkehrsentwicklung. Die Continentale Gesellschaft weigerte sich jedoch, eine dauerhafte Garantie für die Unabhängigkeit von der GBS zu geben. Stattdessen erfuhren die Stadtverordneten, dass das Unternehmen mit den hinter der GBS stehenden Firmen bereits Fusionsverhandlungen führte.
Die städtische Verkehrs-Deputation zog daraufhin auf Anraten der Verhandlungskommission den Bau und Betrieb eigener Strecken in Erwägung. Zusätzlich erhoffte man, so ausreichend Erfahrungen auf dem Straßenbahnsektor zu sammeln, da nach Ablauf des Zustimmungsvertrags 1919 die Option auf den Erwerb der GBS bestand. Der gefasste Entschluss wurde kurze Zeit darauf durch zwei wesentliche Maßnahmen bekräftigt:
1. Am 4. Mai 1900 erteilte der Berliner Polizeipräsident auf Weisung des preußischen Ministers der öffentlichen Arbeiten der GBS die Konzession zum Betrieb von Straßenbahnen bis zum 31. Dezember 1949. Die Stadt erfuhr von diesem Vorgang erst aus der Presse und fühlte sich von den Staatsbehörden übergangen. Da der Zustimmungsvertrag bereits 1919 auslief, kam es infolge der Unklarheiten zu einer Reihe von Prozessen zwischen dem Unternehmen und der Stadt, die das Verhältnis zueinander verschlechterten.
2. Nach dem strengen Winter 1898/1899 einigten sich Stadt, Polizeipräsidium und GBS auf eine Verkürzung der im Akkumulatorbetrieb befahrenen Streckenabschnitte. Auf Wunsch der GBS ordnete der Polizeipräsident am 26. September 1900 dann die vollständige Einstellung des Akkumulatorbetriebs an. Obwohl die Stadt die Notwendigkeit anerkannte, fühlte sie sich ein weiteres Mal von den staatlichen Behörden übergangen.

Am 18. Oktober 1900 fasste die Stadtverordnetenversammlung auf Antrag des Magistrats mit 113:9 Stimmen den Beschluss zum Aufbau eines städtischen Straßenbahnnetzes.

### Netzplanung und Eröffnung
Die von der Verkehrs-Deputation gefassten Beschlüsse sahen zunächst die Einrichtung von drei Strecken vor:
- Zoologischer Garten – Landwehrkanal – Mariannenstraße – Manteuffelstraße – Manteuffelbrücke (geplant) – Küstriner Platz – Landsberger Tor
- Landwehrkanal – Alexandrinenstraße – Dresdener Straße
- Seestraße – Torfstraße – Heidestraße – Reichstagufer – Eiserne Brücke

Auf Anregung des Polizeipräsidenten wurden vier weitere Strecken in die Planungen aufgenommen:
- Potsdamer Straße Ecke Winterfeldtstraße – Hafenplatz – Dönhoffplatz
- Neustädtische Kirchstraße – Dönhoffplatz (Querung der Straße Unter den Linden)
- Stettiner Bahnhof – Bernauer Straße – Danziger Straße – Petersburger Straße – Warschauer Brücke
- Weddingplatz – Voltastraße – Wattstraße – Bernauer Straße

Die Deputation legte diese Pläne für ein erweitertes Netz dem Polizeipräsidenten zur Erteilung der staatlichen Genehmigung vor. Dieser äußerte in Absprache mit der Königlichen Eisenbahndirektion Berlin Bedenken gegenüber den innerstädtischen Linien, da die betroffenen Straßenzüge keinen weiteren Verkehr aufnehmen könnten. Lediglich den nördlichen Strecken vom Stettiner Bahnhof beziehungsweise Weddingplatz zur Warschauer Brücke wurde eine Realisierungsmöglichkeit bescheinigt. Die Kreuzung der Straße Unter den Linden hatte der deutsche Kaiser und preußische König Wilhelm II. zuvor im April 1901 abgelehnt. Da die verbliebenen Strecken einen zu geringen Nutzen erwarten ließen, erweiterte die Stadt die Netzplanungen nochmals um drei weitere Linien:
- Großgörschenstraße – Dönhoffplatz
- Kreuzberg – Dönhoffplatz
- Hermannplatz – Dönhoffplatz

Das Projekt legte man nach Billigung durch den Magistrat erneut dem Polizeipräsidenten vor. Dieser untersagte eine Benutzung der Augustabrücke über den Landwehrkanal, so dass die Linie Großgörschenstraße – Dönhoffplatz zurückgestellt werden musste. Zudem verweigerte man der Stadt die Anlage von Gleisen in der Petersburger Straße. Eine Mitbenutzung der Gleise der GBS scheiterte, da diese überhöhte finanzielle Forderungen stellte. Der Endpunkt dieser Linie lag daher vorerst an der Elbinger Straße. Weitere Änderungen gab es in der Friedrichstadt, wo die GBS erfolgreich gegen den Gleisbau in der Friedrichstraße intervenierte, und der Endpunkt der vom Kreuzberg kommenden Linie zur Behrenstraße verlegt wurde.

Eröffnungszug der Städtischen Straßenbahnen, 1. Juli 1908

Auf Grundlage des überarbeiteten Entwurfs wurde der Stadt am 24. Oktober 1906 die Baugenehmigung durch königliche Kabinettsorder erteilt. Bezüglich der innerstädtischen Endhaltestellen in der Krausenstraße (Dönhoffplatz) und Behrenstraße war die Stadt verpflichtet, diese zu verlegen, sofern es die Aufsichtsbehörde – die Königliche Eisenbahndirektion Berlin – für notwendig erachtete. Da in diesem Bereich zwangsläufig die Gleisanlagen der GBS und ihrer Tochtergesellschaften mitgenutzt werden mussten, hier aber noch keine Einigung bestand, konzentrierte sich die Stadt zunächst auf den Bau der Nordstrecken vom Weddingplatz beziehungsweise Stettiner Bahnhof zur Landsberger Allee, Ecke Elbinger Straße. Die Genehmigung erteilte der Polizeipräsident am 10. Januar 1907, die Stadt genehmigte einen Monat darauf die benötigten Finanzmittel. Währenddessen reiften die Planungen für eine Erweiterung dieser Linien. Für die Verlängerung nach Süden vereinbarte man mit der Neuen Berliner Straßenbahnen Nordost A.-G. die Nutzung ihrer Gleise in der Landsberger Allee. Im weiteren Verlauf sollte die Strecke durch die Ebertystraße und somit parallel zur Petersburger Straße zum Zentralviehhof geführt werden. Die Genehmigung ging am 31. Oktober 1907 ein, die erforderlichen Mittel bewilligte die Stadt am 12. Dezember 1907. Im November desselben Jahres begannen die Bauarbeiten an der Strecke.
| Linie/ Signaltafel | Verlauf | Länge (in km) |
| ------------------ | --- | ------------- |
| Rot/Weiß           | Virchow-Krankenhaus (Augustenburger Platz) – Triftstraße – Tegeler Straße – Fennstraße – Am Nordhafen – Sellerstraße – Schulzendorfer Straße – Grenzstraße – Hussitenstraße – Voltastraße – Wattstraße – Strelitzer Straße – Bernauer Straße – Eberswalder Straße – Danziger Straße – Elbinger Straße – Landsberger Allee – Viehhof (Ebertystraße Ecke Thaerstraße) | 09,5          |
| Grün               | Stettiner Bahnhof (Borsigstraße Ecke Elsasser Straße) – Invalidenstraße – Gartenstraße – Bernauer Straße … Viehhof (Ebertystraße Ecke Thaerstraße) | 06,6          |

Die Arbeiten gingen schnell vonstatten, sodass die behördliche Abnahme ein halbes Jahr später am 19. Juni 1908 erfolgen konnte. Am 1. Juli fand die feierliche Eröffnung des städtischen Straßenbahnbetriebs unter Anwesenheit von Oberbürgermeister Martin Kirschner und Stadtbaurat Friedrich Krause statt. Der erste planmäßige Zug rückte kurz nach Mittag aus dem Betriebshof in der Kniprodestraße aus. Die Linienkennzeichnung erfolgte mittels farbiger Signaltafeln an den Stirnseiten der Fahrzeuge, grün für die Linie Stettiner Bahnhof – Landsberger Allee und rot/weiß für die Linie Weddingplatz – Landsberger Allee. Wenige Wochen später gingen die Verlängerungen vom Weddingplatz zum Rudolf-Virchow-Krankenhaus sowie von der Landsberger Allee zum Zentralviehhof in Betrieb. Die Streckenlänge betrug somit im ersten Jahr 10,4 Kilometer. Die Baukosten beliefen sich einschließlich der Erweiterungen auf 3.106.465,75 Mark.

### Ausbau nach Süden

Triebwagen 8 in der Großbeerenstraße, um 1913

Seit 1905 führte die Stadt Verhandlungen mit der Hochbahngesellschaft zur Übernahme der von ihr betriebenen Flachbahn. Diese Straßenbahnlinie verkehrte im Anschluss an die Hochbahn zwischen Warschauer Brücke und Zentralviehhof und spielte somit eine zentrale Rolle beim Ausbau des städtischen Straßenbahnnetzes in Richtung Süden. Am 28. Oktober 1909 bewilligte die Stadtverordnetenversammlung Mittel in Höhe von 700.000 Mark zum Erwerb der Strecke. Die Übernahme und gleichzeitige Verlängerung der städtischen Linien erfolgte am 1. Januar 1910. Gleichzeitig nahm die Hochbahngesellschaft eine neue Straßenbahnstrecke zwischen Warschauer Brücke und Lichtenberg in Betrieb. Diese war ihr zuvor vertraglich zugesichert worden.
Am 1. Januar 1911 eröffnete die Stadt die Verlängerung von der Warschauer Brücke zur Wiener Straße nahe dem Görlitzer Bahnhof. Es folgten Verhandlungen mit der damals noch selbstständigen Stadt Neukölln über eine Erweiterung der Bahn bis zum Hermannplatz, die am 20. Dezember 1912 in Betrieb gehen konnte. Die Streckenlänge betrug nun 15,3 Kilometer.
| Linie/ Signaltafel | Verlauf | Länge (in km) |
| ------------------ | --- | ------------- |
| Rot/Weiß           | Virchow-Krankenhaus (Augustenburger Platz) … Ebertystraße – Thaerstraße – Baltenplatz – Petersburger Straße – Warschauer Straße – Oberbaumbrücke – Falckensteinstraße – Wrangelstraße – Taborstraße – Görlitzer Ufer – Wiener Straße – Grünauer Straße – Friedelstraße – Weserstraße – Hermannplatz | 15,3          |
| Grün               | Stettiner Bahnhof (Borsigstraße Ecke Elsasser Straße) … Hermannplatz – Urbanstraße – Tempelherrenstraße – Johanniterstraße – Alexandrinenstraße – Neuenburger Straße – Alte Jakobstraße – Hollmannstraße – Lindenstraße – Markgrafenstraße – Behrenstraße Ecke Charlottenstraße                     | 17,3          |
| Grün/Weiß          | Kreuzberg, Großbeerenstraße – Königgrätzer Straße – Hedemannstraße – Wilhelmstraße – Zimmerstraße – Markgrafenstraße – Behrenstraße Ecke Charlottenstraße | 03,7          |
| Blau/Weiß          | Großgörschenstraße – Steinmetzstraße – Kurfürstenstraße – Dennewitzstraße – Flottwellstraße – Schöneberger Ufer – Köthener Straße – Königgrätzer Straße – Prinz-Albrecht-Straße – Zimmerstraße … Behrenstraße Ecke Charlottenstraße                                                                 | 04,8          |

Stadt und GBS einigten sich am 18. August 1911 auf einen neuen Zustimmungsvertrag und legten ihre Streitigkeiten somit weitgehend bei. Nun konnte die Stadt mit dem Bau der südlichen Streckenabschnitte beginnen. Für die Linie von der Großgörschenstraße bot sich indes mit dem Bau der Köthener Brücke eine neue Querung über den Landwehrkanal an. Als gemeinsamer Endpunkt der Südstrecken war anstelle des Dönhoffplatzes nun die Behrenstraße vorgesehen. Die Arbeiten an der Strecke Hermannplatz – Behrenstraße, die von der grünen Linie befahren werden sollte, begannen am 1. Oktober 1912. Dieser Abschnitt ging am 8. Mai 1913, nach anderen Angaben am 10. Mai, in Betrieb. Die Linien Kreuzberg – Behrenstraße (Signalfarbe grün/weiß) und Großgörschenstraße – Behrenstraße (Signalfarbe blau/weiß, nach anderen Angaben gelb oder orange) folgten am 23. August 1913 sowie am 1. Oktober 1913. Alle drei Linien nutzten mehrfach kürzere Streckenabschnitte der anderen Gesellschaften mit (siehe unten). Ende 1913 verfügten die Städtischen Straßenbahnen über 26,7 Kilometer eigene Strecken und eine Gleislänge von 58,6 Kilometer. Auf einer Länge von 11,2 Kilometer befuhren die Züge Gleise fremder Bahnen.
Die beiden jüngsten Linien mussten mit dem Ausbruch des Ersten Weltkriegs am 2. August 1914 eingestellt werden, da ein Großteil des Personals zum Kriegsdienst eingezogen wurde. Obwohl die Stadt ihre Verlängerung in Richtung Norden vorsah, gingen sie nie mehr in Betrieb. Auf den übrigen Linien musste wegen des Personalmangels der Fahrplan trotz steigender Fahrgastzahlen ausgedünnt werden. Wie auch in anderen Betrieben, setzte die Städtische Straßenbahn zunehmend Frauen im Schaffner- sowie im Fahrdienst ein. 1916 waren von 564 Angestellten 177 Personen weiblich.

### Ringschluss im Zentrum

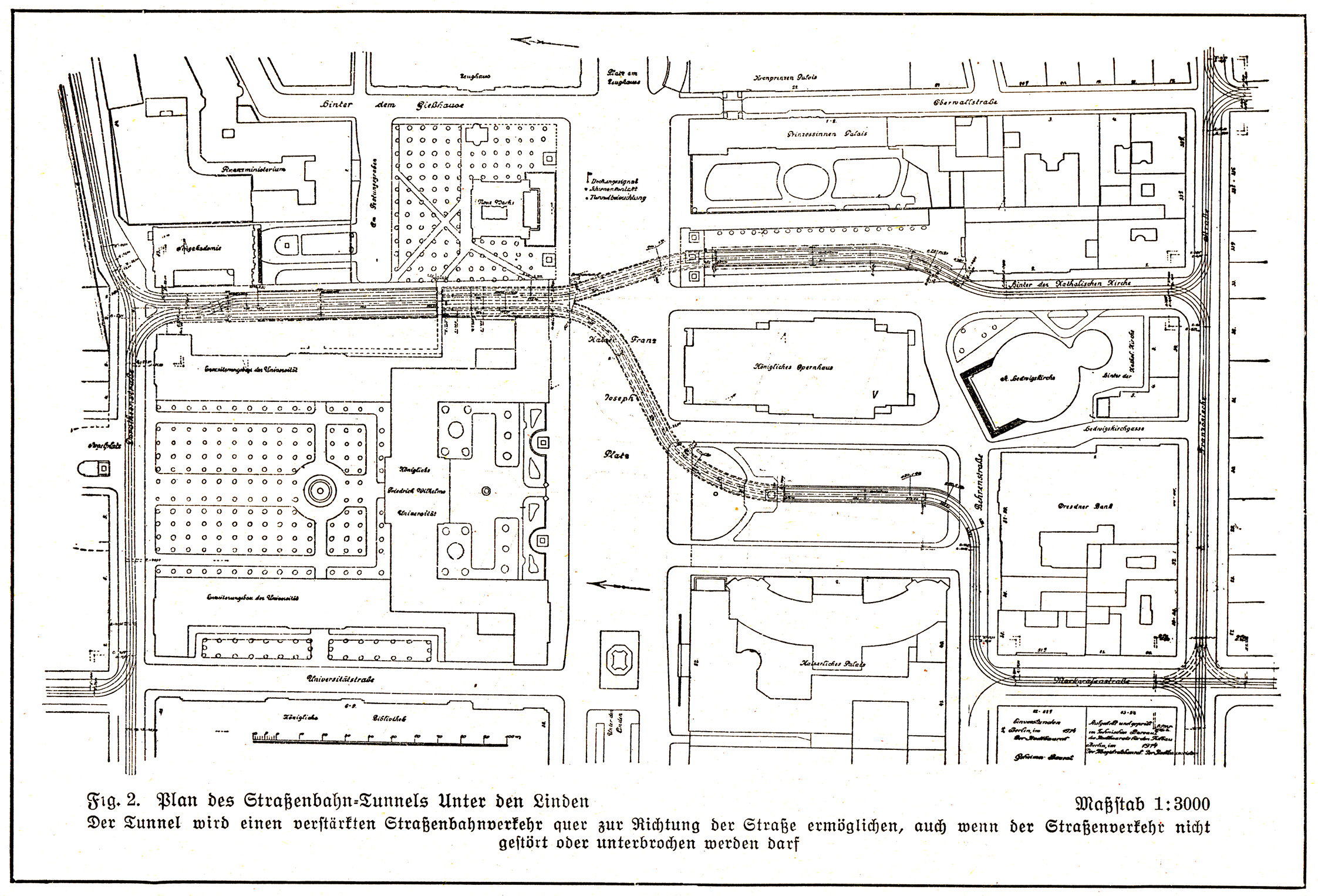
Übersichtskarte des Lindentunnels

Die Endhaltestellen der grünen Linie in der Borsigstraße und Behrenstraße lagen etwa anderthalb Kilometer Luftlinie voneinander entfernt. Eine Verbindung dieser beiden Strecken zur Ringlinie war daher das nächste Projekt. Problematisch gestaltete sich hierbei immer noch die Querung des Boulevards Unter den Linden. Anders als die meisten Straßen im Stadtgebiet unterstanden die „Linden“ direkt dem deutschen Kaiser und preußischen König, so dass eine Kreuzung nur mit seiner ausdrücklichen Erlaubnis möglich war. Gesuche nach einer weiteren Kreuzung neben der bestehenden Strecke der GBS in Höhe des Opernhauses wies der Monarch strikt ab. Einen entsprechenden Antrag soll er angeblich mit der Bemerkung „Nein, wird unterirdisch gemacht!“ versehen haben.
Stadt und GBS erarbeiteten daraufhin unabhängig voneinander eigene Tunnelpläne, wobei die GBS neben dem Lindentunnel auch weitere unterirdische Strecken entlang des Boulevards sowie der Leipziger Straße vorsah. Die Stadt hingegen plante einen viergleisigen Straßenbahntunnel in Höhe der bestehenden Lindenkreuzung. Dieser sollte neben den eigenen Linien auch die der GBS und der städtischen BESTAG mit aufnehmen können. Eine andere Lage des Bauwerks kam nicht infrage, da andernorts die erforderlichen Rampen nicht hätten errichtet werden können oder aber der erforderliche Grunderwerb zu teuer gekommen wäre. 1909 lehnte der preußische Minister für öffentliche Arbeiten das Konzept der GBS ab. Mit dem Zustimmungsvertrag von 1911 einigten sich beide Seiten auf den Bau eines gemeinsamen Tunnels unter Leitung der Stadt Berlin.
| Linie/ Signaltafel | Verlauf | Länge (in km) |
| ------------------ | --- | ------------- |
| Rot/Weiß           | Ottostraße Ecke Alt-Moabit – Oldenburger Straße – Wiclefstraße – Wilhelmshavener Straße – Birkenstraße – Putlitzstraße – Föhrer Straße – Augustenburger Platz … Hermannplatz                                                       | 17,6          |
| Grün               | „Städtischer Ostring“ Stettiner Bahnhof (Borsigstraße Ecke Elsasser Straße) … Behrenstraße – Lindentunnel (Westtunnel) – Dorotheenstraße – Universitätsstraße – Prinz-Friedrich-Karl-Straße – Artilleriestraße – Stettiner Bahnhof | 19,8          |

Der Tunnel wurde zwischen 1914 und 1916 gebaut. Die nördliche viergleisige Rampe begann nahe der Dorotheenstraße am Kastanienwäldchen zwischen Universität und Neuer Wache. In Höhe des nördlichen Fahrbahnrands der Linden teilte sich der Tunnel in einen Ost- und einen Westast. Der Westtunnel führte in einer Gegenkurve auf den Kaiser-Franz-Joseph-Platz zu, wo sich eine Rampe anschloss. Der Osttunnel führte fast geradlinig weiter und endete östlich des Opernhauses. Die Linien der Städtischen Straßenbahnen und der BESTAG sollten durch den Westtunnel geführt werden, die Linien der GBS und ihrer Tochtergesellschaften durch den Osttunnel. Um eine Kreuzung an der nördlichen Rampe zu vermeiden, gestattete die Stadt der GBS ihre von Nordwesten kommenden Linien ebenfalls durch den Westtunnel zu führen. Nach Problemen mit der Signalanlage ging der Westtunnel am 17. Dezember 1916 in Betrieb, der Osttunnel folgte zwei Tage später.
Neben dem nun geschaffenen „Städtischen Ostring“ sahen die Planungen neue Strecken im Westen und Norden Berlins vor. Von der Schönhauser Allee aus kommend war eine Strecke über Bornholmer Straße, Christianiastraße und Seestraße bis zum Oskarplatz vorgesehen, zusätzlich eine Verbindung von dieser Strecke über die Schulstraße und Luxemburger Straße zum Bestandsnetz. Bedient werden sollte diese Verbindung durch die eingestellten Linien Grün/Weiß und Blau/Weiß. Die bestehende Linie Rot/Weiß sollte vom Augustenburger Platz über Alt-Moabit, Hansaplatz, Großer Stern und Potsdamer Platz zum „Städtischen Großen Ring“ geschlossen werden, zusätzlich sollte entlang dieser Strecke und durch den Lindentunnel eine Linie „Städtischer Westring“ verkehren. Infolge des Ersten Weltkrieges konnte nur die Verlängerung vom Virchow-Krankenhaus zur Kreuzung Ottostraße Ecke Alt-Moabit am 1. Mai 1915 verwirklicht werden. Für die Fortführung in Richtung Großer Stern bestand hier eine Gleisverbindung zum Netz der Berlin-Charlottenburger Straßenbahn. An den Nordstrecken wurde bis Ende 1917 gearbeitet, sie waren bis dahin mit Ausnahme der Oberleitungen fertiggestellt.

### Zusammenschluss zur Berliner Straßenbahn und weitere Entwicklung
Zwischen dem Verband Groß-Berlin, der sich ab 1912 um die Verkehrsbelange der Hauptstadtregion kümmerte, und der Großen Berliner Straßenbahn und ihren Tochtergesellschaften kam es 1918 zum Abschluss eines neuen Zustimmungsvertrages. Der Zweckverband stand darin der GBS das Recht zu, ihre Tochtergesellschaften vollständig zu übernehmen. Nachdem dies geschah, erwarb der kommunale Verband die GBS und die privaten Berliner Ostbahnen. Mit Inkrafttreten des Groß-Berlin-Gesetzes am 1. Oktober 1920 trat die Einheitsgemeinde Groß-Berlin dessen Rechtsnachfolge an. Mit Ausnahme der Hochbahngesellschaft waren damit sämtliche Straßenbahnunternehmen im Stadtgebiet in kommunaler Hand. In mehreren Schritten übernahm die GBS anschließend die Betriebe der ehemals selbstständigen Vorortgemeinden, bevor auf diese dann am 13. Dezember 1920 die Städtischen Straßenbahnen und den Berliner Elektrischen Straßenbahnen unter gleichzeitiger Namensänderung zur Berliner Straßenbahn (BSt) aufgeschmolzen wurden.
Mit Gründung der Berliner Straßenbahn entstand der damals größte einheitlich geführte Straßenbahnbetrieb Europas. Betrieblich bestanden noch große Probleme durch nicht vorhandene Gleisverbindungen einzelner Teilnetze und die unterschiedlichen Stromabnehmertypen. Aus Kostengründen wurden die von der GBS verwendeten Rollenstromabnehmer vorgezogen, obwohl die von der Städtischen Straßenbahn verwendeten Bügelstromabnehmer eine wesentlich einfachere Fahrleitungskonstruktion erlaubten. Im Zuge der Umstellung legte die Berliner Straßenbahn eine Reihe parallel zueinander verlaufender Strecken, beispielsweise in der Ebertystraße, still. Weitere Abschnitte folgten mit der Inflation 1923. Der Verkehr durch den Lindentunnel ruhte ab dem 10. September 1923 über ein halbes Jahr, der Westtunnel blieb dauerhaft stillgelegt.

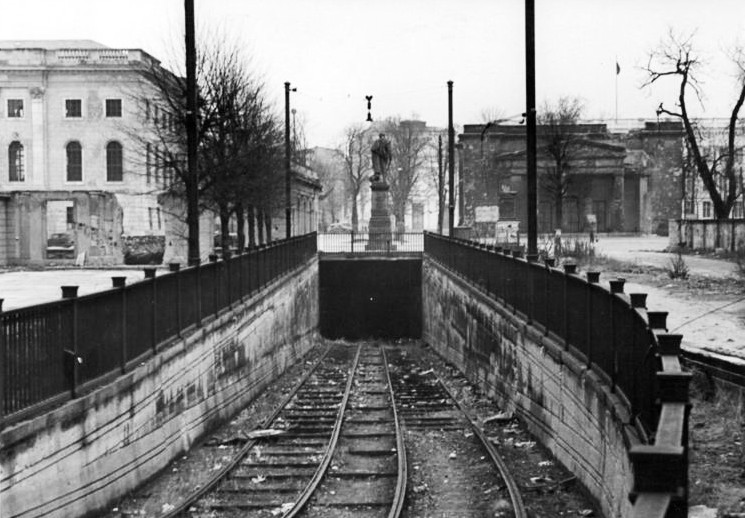
Lindentunnel, 1950

Im April 1921 erhielten die beiden verbliebenen vormals städtischen Linien die Nummern 13 (Rot/Weiß) und 9 (Grün) zugeordnet. Die 13 wurde im Frühjahr 1922 in Linie 4 umbenannt und über den Großen Stern zum „Ost-West-Ring“ geschlossen, der in seiner Linienführung weitgehend dem geplanten „Städtischen Großen Ring“ entsprach. Die bereits von der Städtischen Straßenbahn errichtete Strecke von der Seestraße zur Bornholmer Straße ging am 12. Oktober 1928 in Betrieb. Mit dem gleichen Tag wurde die Linie 8 zum „Nordring“ geschlossen.
Die 1929 aus dem Zusammenschluss von Straßenbahn, Hochbahngesellschaft und der Allgemeinen Berliner Omnibus AG hervorgegangene BVG gab den Streckenabschnitt vom Stettiner Bahnhof bis zur Dorotheenstraße mit dem Bau des Nordsüd-S-Bahn-Tunnels Mitte der 1930er Jahre auf. Der Lindentunnel blieb nach Ende des Zweiten Weltkriegs bis 1950 ohne planmäßigen Verkehr, die Strecke ging nach Ende der III. Weltfestspiele der Jugend am 2. September 1951 endgültig außer Betrieb. Auf den in West-Berlin verbliebenen Streckenabschnitten stellte die BVG bis 1964 den Straßenbahnverkehr ein.
Die in Ost-Berlin gelegenen Abschnitte blieben mit Ausnahme der Innenstadtstrecken um den Lindentunnel und des Abschnitts in der Ebertystraße und Thaerstraße erhalten. Ihre Bedienung erfolgte überwiegend durch die Linie 4 zwischen Eberswalder Straße und Warschauer Straße sowie der 1948 geschaffenen Linie 3 (als Nachfolger der Linie 8) im Zuge der Bornholmer Straße bis zur Sektorengrenze. Nach zweimaliger Umbenennung verkehren diese Linien seit 2004 als M10 beziehungsweise M13. Nach der Wende wurden in den Jahren 1995 bis 2006 einzelne Streckenabschnitte neu errichtet, die zuvor bereits die Städtischen Straßenbahnen befuhren.

## Fahrzeuge

Triebwagen 25, um 1910

Beiwagen 89 im Betriebshof Nord (Kniprodestraße), um 1910

Der Wagenpark der Städtischen Straßenbahnen war sehr einheitlich gestaltet. Bis 1919 beschaffte die Stadt 115 vierachsige Maximum-Triebwagen und 78 zweiachsige Beiwagen, die nach der Anzahl ihrer Fenster die Bezeichnungen Typ 8 beziehungsweise Typ 6 erhielten. Innerhalb der Serien gab es geringfügige Abweichungen, die durch Majuskeln in der Typenbezeichnung verdeutlicht wurden. Die Lackierung war in ockergelb mit schwarz abgesetzt. Die Zierlinien waren rotbraun lackiert, ebenso Wagennummern und Beschriftung. Die Nummern waren an den Stirnseiten sowie neben den Endeinstiegen an den Längsträgern angeschrieben, dazwischen stand der Schriftzug Strassenbahnen der Stadt Berlin. Mittig darüber prangte das Berliner Stadtwappen. Bei der BESTAG waren acht Trieb- und zehn Beiwagen dieser Bauarten ebenfalls unterwegs.
Die Wagenkästen waren aus Eichenholz gefertigt. Der Bodenrahmen bestand ebenfalls aus Eiche und war mit Eisen verstärkt. Die Triebwagen verfügten über zwei Maximum-Drehgestelle, die Beiwagen hatten kein separates Fahrgestell. Die Verantwortlichen legten großen Wert auf eine gediegene Innenausstattung. Der Fahrgastraum war mit poliertem Mahagoniholz verkleidet. Beschläge, Haltestangen und -griffe bestanden aus Messing. Die Decke bestand aus Vogelaugenahorn und war mit Spiegellack überzogen. Die Beleuchtung erfolgte über zwei zweiarmige sowie einen dreiarmigen Kronleuchter sowie zusätzlich über das Laternendach. Die Seitenfenster waren im oberen Viertel getrennt, der untere größere Teil konnte zur Belüftung herabgelassen werden. Zusätzlich konnten die Oberlichter bei Bedarf geöffnet werden. Die Sitze waren quer in der Anordnung 2+1 angebracht. Die Rücklehnen konnten umgeklappt werden, so dass die Fahrgäste stets in Fahrtrichtung sitzen konnten. Die Triebwagen hatten 24, die Beiwagen 18 Sitzplätze in acht bzw. sechs Reihen. Die Einstiegsplattformen beider Wagentypen waren offen, von den 1919 gelieferten Triebwagen hatten mindestens die Triebwagen 50 und 51 eine Frontverglasung.
Die Fahrzeuge waren zunächst durchgehend nummeriert. Die 1913 gelieferten Triebwagen erhielten Nummern im 200er Bereich, gleichzeitig versah der Betrieb die Beiwagen einheitlich mit 100er Nummern. Die entstandenen Lücken im Nummernbereich unter 100 wurden durch die 1919 gelieferten Triebwagen teilweise aufgefüllt. Als Hersteller traten überwiegend die Fahrzeugwerkstätten Falkenried der Straßen-Eisenbahn Gesellschaft in Hamburg auf, vier Triebwagen kamen von der Gottfried Lindner AG in Ammendorf bei Halle (Saale) und 35 Triebwagen von den Linke-Hofmann-Werken in Breslau. Die elektrische Ausrüstung stammte von Siemens & Halske.
Mit dem Übergang zur Berliner Straßenbahn erhielten die Beiwagen die Nummern 1588–1665 und die Triebwagen die Nummern 4394–4399 und 5323–5431. Um den Wartungsaufwand der zahlreichen Triebwagenreihen zu reduzieren, baute die BSt Anfang der 1920er Jahre Triebwagen kleinerer Serien zu Beiwagen um und umgekehrt größere Beiwagenserien zu Triebwagen. Die 78 Beiwagen des ehemaligen Typs 6 erhielten zusammen mit den zehn Beiwagen der ehemaligen BESTAG im Jahr 1924 die entsprechende elektrische Ausrüstung. Die Fahrzeuge liefen seitdem als Bauart U3q mit den Wagennummern 3102 und 3251–3337. Die offenen Plattformen ersetzte die Berliner Straßenbahn bei beiden Wagenserien durch die geschlossene Berliner Einheitsplattform. Es kam zu dieser Zeit zu einigen Umnummerierungen. Die Maximum-Triebwagen wurden numerisch zusammengefasst, ein Teil der Umbau-Triebwagen erhielt neue Nummern um die Reihe ab 3300 aufwärts für die 1927 bestellten Mitteleinstiegswagen freizuhalten.
Ab 1934 führte die BVG die Typen als TDS 08/24 (Maximum-Triebwagen) beziehungsweise T 08/24 (Umbau-Triebwagen). Nach der Verwaltungstrennung der BVG musterte die BVG-West ihre Fahrzeuge bis 1955 aus, da die Verwendung von Holzaufbauten im Personenverkehr nicht mehr zulässig war. Ein Teil der ehemaligen Beiwagen kam bis in die 1960er Jahre im Arbeitswagenpark zum Einsatz. Die BVG-Ost ließ ihre Fahrzeuge in den 1950er Jahren grundlegend umbauen und ersetzte dabei  die Laternendächer durch Tonnendächer. Die T 08/24 gab sie bis 1959 an die Betriebe in Cottbus, Dessau, Schöneiche und Zwickau ab, wo sie bis 1972 weiter verkehrten. Die Maximumwagen waren großteils bis 1968 im Einsatz. 34 Triebwagen dienten als „Spenderfahrzeuge“ für das Rekoprogramm, die übrigen musterte der Betrieb bis 1970 aus.

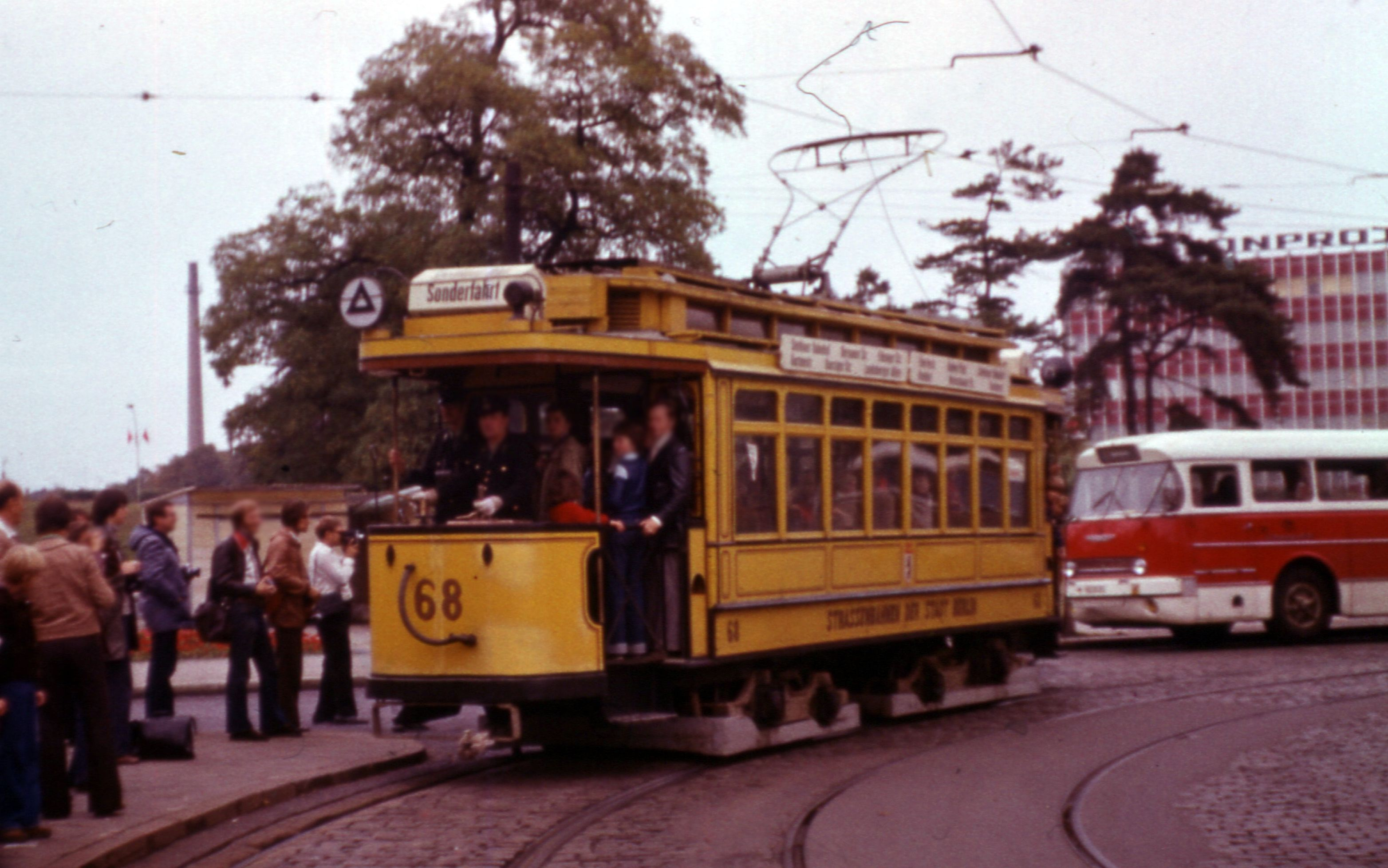
Historischer Triebwagen 68 der SSB anlässlich des Jubiläums „100 Jahre elektrische Lokomotive – 50 Jahre Raw Dessau – 30 Jahre DDR“ in Dessau, 1979

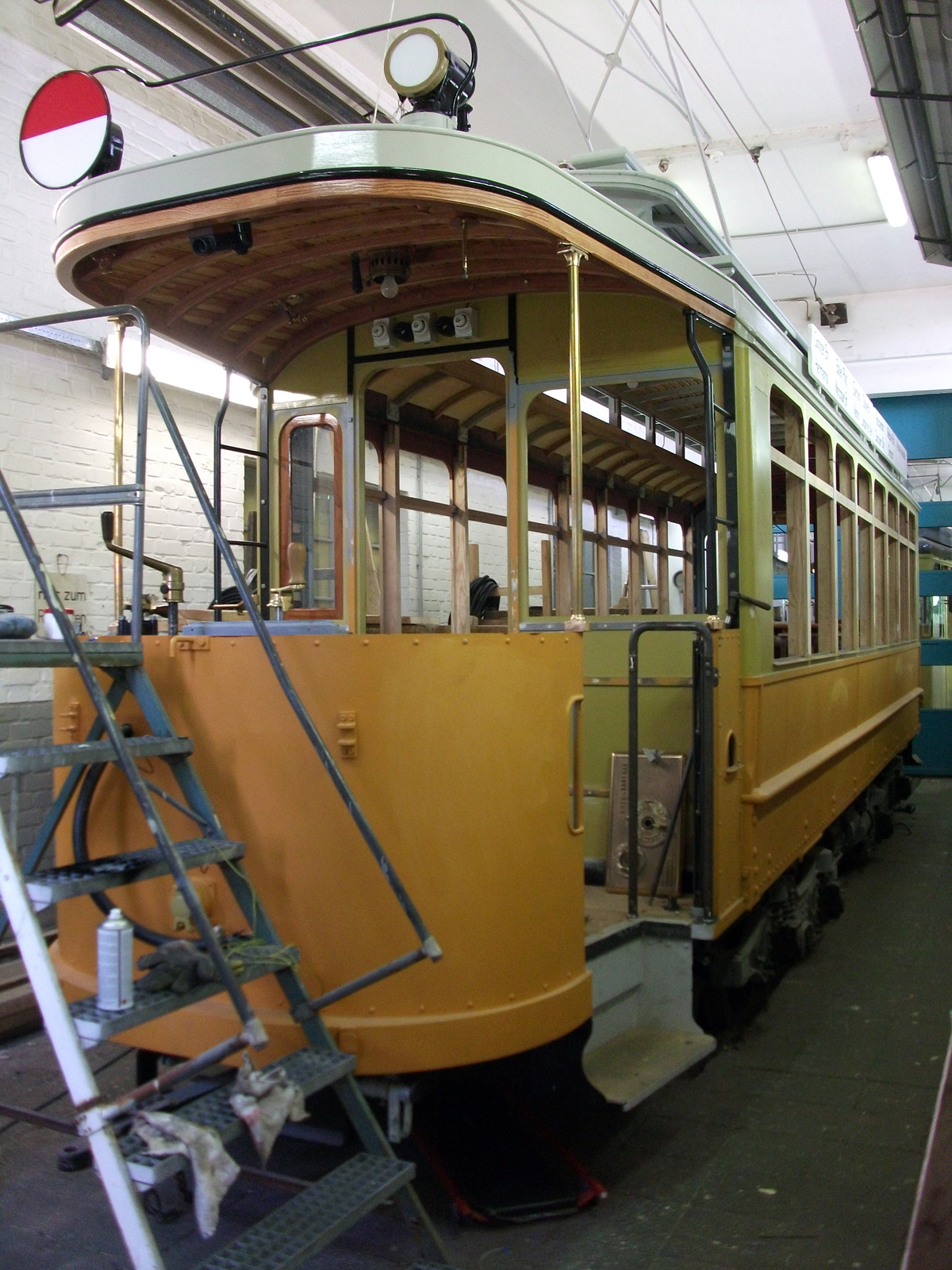
Historischer Triebwagen 218 während seiner Aufarbeitung in Woltersdorf, 2012

Zwei Triebwagen sind als historische Fahrzeuge erhalten geblieben: Triebwagen 68 (ex BVG 5366) wurde 1973 in den Auslieferungszustand zurückversetzt und war bis 1990 als fahrfähiges Exemplar unterwegs. Geänderte Rechtsvorschriften führten allerdings 1990 zu seiner Außerdienststellung. Seit 1993 befindet sich das Fahrzeug in der Monumentenhalle des Deutschen Technikmuseums Berlin. Triebwagen 218 (ex BVG 5403) kam 2008 nach Woltersdorf und wurde dort bis zum 100-jährigen Betriebsjubiläum der Woltersdorfer Straßenbahn im Mai 2013 aufgearbeitet und anschließend vorgestellt. Der ehemalige Beiwagen 37 (ex BVG 3225) wurde nach seiner Einsatzzeit in Dessau als Schafstall genutzt, über seinen Verbleib liegen keine näheren Informationen vor.
| Typ                             | Hersteller                      | Baujahr                         | Wagen-Nr. (bis 1913)            | Wagen-Nr. (ab 1913)             | Wagen-Nr. (ab 1920)             | Verbleib                                                      |
| Triebwagen (ab 1934: TDS 08/24) | Triebwagen (ab 1934: TDS 08/24) | Triebwagen (ab 1934: TDS 08/24) | Triebwagen (ab 1934: TDS 08/24) | Triebwagen (ab 1934: TDS 08/24) | Triebwagen (ab 1934: TDS 08/24) | Triebwagen (ab 1934: TDS 08/24)                               |
| ------------------------------- | ------------------------------- | ------------------------------- | ------------------------------- | ------------------------------- | ------------------------------- | ------------------------------------------------------------- |
| 8A                              | Falkenried                      | 1908                            | 01–28                           | 01–28                           | 4399, 5323–5349                 | 1928 Tw 4399 in Tw 5437                                       |
| 8C                              | Lindner                         | 1919                            | 29II–41II                       | 29II–41II                       | 5427–5431, 5421–5425, 4394–4396 | halboffene Plattformen; 1927 Tw 4394–4396 in Tw 5432–5434     |
| 8A                              | Falkenried                      | 1909                            | 42–49                           | 42–49                           | 5350–5357                       |                                                               |
| 8C                              | Falkenried                      | 1919                            | 50II+51II                       | 50II+51II                       | 4397+4398                       | 1928 in Tw 5435+5436                                          |
| 8B                              | Falkenried                      | 1910                            | 60–77                           | 60–77                           | 5358–5374, 5426                 |                                                               |
| 8B                              | Falkenried                      | 1912                            | 090–100                         | 090–100                         | 5375–5385                       | Tw 90 mit 30 Sitzplätzen                                      |
| 8B                              | LHW                             | 1913                            | 201–235                         | 201–235                         | 5386–5420                       |                                                               |
| Beiwagen (ab 1934: T 08/24)     |                                 |                                 |                                 |                                 |                                 |                                                               |
| 6                               | Falkenried                      | 1908                            | 29–40                           | 144–155                         | 1631–1642                       | 1924 Umbau in Tw 3304–3316; 1927 in Tw 3217–3229              |
| 6                               | Falkenried                      | 1909                            | 41, 50–59                       | 156–166                         | 1643–1653                       | 1924 Umbau in Tw 3317–3326; 1927 in Tw 3230–3239              |
| 6B                              | Falkenried                      | 1910                            | 78–89                           | 167–178                         | 1654–1665                       | 1924 Umbau in Tw 3327–3337, 3102; 1927 in Tw 3240–3250, 3213  |
| 6B                              | Falkenried                      | 1911                            | 101–115                         | 101–115                         | 1588–1602                       | 1924 Umbau in Tw 3261–3275                                    |
| 6B                              | Falkenried                      | 1913                            | 116–143                         | 116–143                         | 1603–1630                       | 1924 Umbau in Tw 3276–3303; 1927 Tw 3300–3303 in Tw 3212–3216 |

## Infrastruktur

### Streckennetz
Die Streckenlänge stieg von 10,4 Kilometern im Eröffnungsjahr auf 31,2 Kilometer im Jahr 1917 an. Der Großteil dieser Strecken war zweigleisig. Als Spurweite wurde die Normalspur gewählt, die Stromversorgung erfolgte über Oberleitung und Bügelstromabnehmer bei einer Betriebsspannung von 500 Volt Gleichstrom. Gemessen an der Gesamtstreckenlänge des Berliner Straßenbahnnetzes machten die städtischen Strecken einen Anteil von weniger als fünf Prozent aus.
Der relativ späte Netzausbau hatte zur Folge, dass die Bahn vor allem im innerstädtischen Bereich auf Nebenstraßen und Strecken anderer Betriebe ausweichen musste. Fremde Bahnen wie die GBS konnten die Benutzung längerer Streckenabschnitte gegen eine entsprechende Gebühr gestatten oder vollständig verweigern, lediglich auf kurzen Abschnitten waren sie zu einer Erlaubnis verpflichtet. In Fällen, bei denen sich beide Seiten nicht einigen konnten, musste die SSB entsprechende Umleitungsstrecken einrichten, so im Bereich Petersburger Straße und am Halleschen Tor.
1908 befuhren die Wagen der Städtischen Straßenbahnen 1,8 Kilometer fremde Gleise, 1920 waren es 13,5 Kilometer. Umgekehrt befuhren jedoch auch die Linien fremder Betriebe die Gleise der SSB. Längere gemeinsam genutzte Abschnitte bestanden vor allem mit der BESTAG, da sich diese mehrheitlich im Besitz der Stadt Berlin befand. Zudem benutzten die Triebwagen der BESTAG ebenfalls Bügelstromabnehmer. Die nachfolgenden Tabellen geben eine Übersicht über die von der SSB befahrenen Strecken sowie die von fremden Bahnen befahrenen Streckenabschnitte der SSB.
| Abschnitt | Betrieb                       |
| Von der SSB genutzte Strecken                                                                                     | Von der SSB genutzte Strecken |
| --- | ----------------------------- |
| Dorotheenstraße (zw. Lindentunnel und Universitätsstraße)                                                         | BCS                           |
| Artilleriestraße – Ebertbrücke – Prinz-Friedrich-Karl-Straße                                                      | BESTAG                        |
| Elsasser Straße (zw. Artilleriestraße und Borsigstraße)                                                           | GBS                           |
| Invalidenstraße (zw. Borsigstraße und Gartenstraße)                                                               | GBS                           |
| Gartenstraße (zw. Invalidenstraße und Bernauer Straße)                                                            | BESTAG                        |
| Birkenstraße (zw. Wilhelmshavener Straße und Putlitzstraße)                                                       | GBS                           |
| Fennstraße | GBS                           |
| Hussitenstraße (zw. Grenzstraße und Voltastraße)                                                                  | BESTAG                        |
| Landsberger Allee (zw. Elbinger Straße und Ebertystraße)                                                          | NöBV                          |
| Wiener Straße (ab Görlitzer Ufer) – Grünauer Straße (bis Kottbusser Ufer/Friedelstraße)                           | BESTAG                        |
| Friedelstraße (zw. Kottbusser Ufer/Grünauer Straße und Pflügerstraße)                                             | GBS                           |
| Hollmannstraße | BESTAG                        |
| Lindenstraße (zw. Hollmannstraße und Markgrafenstraße)                                                            | GBS                           |
| Markgrafenstraße (zw. Lindenstraße und Schützenstraße)                                                            | BESTAG                        |
| Königgrätzer Straße (zw. Köthener Straße und Prinz-Albrecht-Straße sowie zw. Hedemannstraße und Großbeerenstraße) | GBS                           |
| Schöneberger Ufer (ab Köthener Straße) – Flottwellstraße (bis Lützowstraße)                                       | GBS                           |
| Zimmerstraße – Prinz-Albrecht-Straße                                                                              | BCS                           |
| Wilhelmstraße (zw. Kochstraße und Anhalter Straße)                                                                | GBS                           |
| Von anderen Unternehmen genutzte Strecken                                                                         |                               |
| Lindentunnel (Westtunnel)                                                                                         | BESTAG, GBS                   |
| Lindentunnel (Osttunnel)                                                                                          | GBS, SBV                      |
| Warschauer Straße (zw. Revaler Straße und Rudolfstraße)                                                           | Flb                           |
| Markgrafenstraße (ab Schützenstraße) – Behrenstraße (bis Lindentunnel)                                            | BESTAG                        |
| Wilhelmstraße – Hedemannstraße                                                                                    | GBS                           |
| Köthener Straße                                                                                                   | GBS                           |

| Geschäfts- jahr¹ | Strecken- länge (in km) | Gleis- länge (in km)² | Linien- länge (in km) |
| --- | ----------------------- | --------------------- | --------------------- |
| 1908 | 10,4                    | 22,6                  | 16,1                  |
| 1909 | 12,6                    | 28,4                  | 20,5                  |
| 1910 | 13,8                    | 31,0                  | 22,7                  |
| 1911 | 13,8                    | 31,0                  | 24,8                  |
| 1912 | 14,5                    | 33,1                  | 27,4                  |
| 1913 | 22,0                    | 49,0                  | 41,1                  |
| 1914 | 26,7                    | 58,6                  | 32,6                  |
| 1915 | 29,4³                   | 64,7³                 | 34,9                  |
| 1916 | 31,2³                   | 69,5³                 | 37,4                  |
| 1917 | 31,2³                   | 69,5³                 | 37,4                  |
| ¹ Angaben beziehen sich auf das Ende des Geschäftsjahres ² einschließlich Betriebs- und Hallengleise ³ einschließlich fertiggestellter, noch nicht betriebener Strecken |                         |                       |                       |

### Betriebshöfe

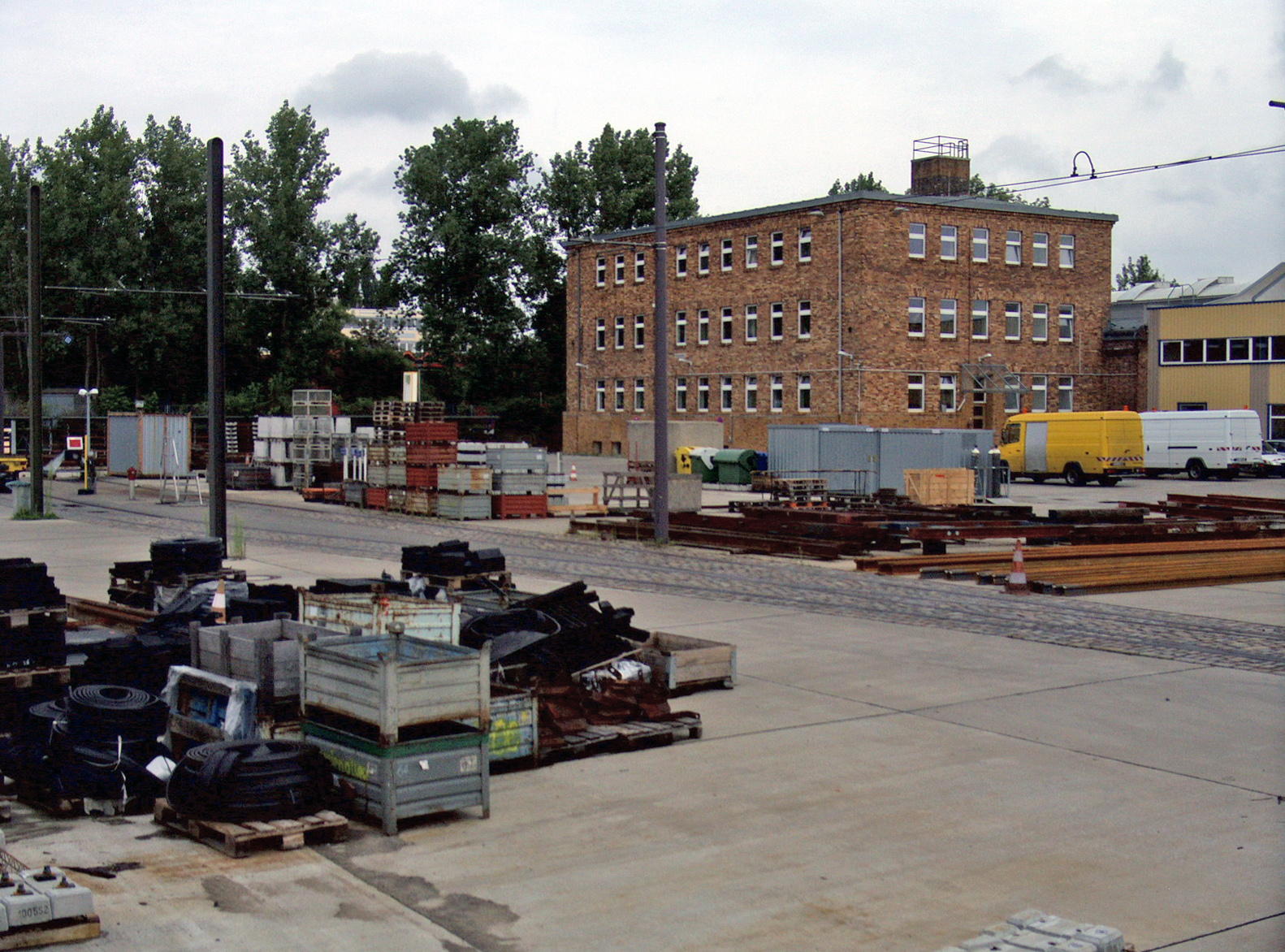
Das Depot Kniprodestraße wird heute als Gleislager genutzt, 2007

#### Betriebshof Nord (Kniprodestraße)
Für den Betrieb stand der SSB zunächst ein Betriebshof in der Kniprodestraße zur Verfügung. Dieser ging zusammen mit der ersten Strecke am 1. Juli 1908 in Betrieb. Der Betrieb pachtete das Grundstück mit einer Fläche von 8671 Quadratmetern von der Stadt. Ab 1908 existierten zunächst eine Wagen- und Werkstatthalle mit Platz für 45 Fahrzeuge auf 3359 Quadratmetern, ferner ein zweigeschossiges Wohn- und Dienstgebäude, ein zweigeschossiger Lagerschuppen sowie ein Pförtnerhaus. Bis 1912 vergrößerte sich die Anlage auf vier Hallen für 120 Fahrzeuge. Nach dem Übergang zur Berliner Straßenbahn erhielt der Hof die interne Nummer 25. 1923 schloss die Berliner Straßenbahn den Betriebshof und nutzte ihn als Lehrwerkstatt weiter. Die Berliner Verkehrsbetriebe wiederum nutzten die Anlage als Betriebshof für Arbeitstriebwagen sowie als Gleisbauhof. Das Gelände dient mittlerweile als Gleislager.

#### Betriebshof Süd (Urbanstraße)
Mit der Erweiterung des Netzes in Richtung Süden beschloss die Verwaltung die Errichtung eines zweiten Betriebshofs in der Urbanstraße 167. Der am 25. November 1913 eröffnete Hof beheimatete vorwiegend die Trieb- und Beiwagen der Südlinien. Das Grundstück mit einer Fläche von 7059 Quadratmetern umfasste zwei Wagenhallen auf 3004 Quadratmetern und einer Kapazität von 60 Wagen, hinzu kamen ein Werkstattanbau, ein Autoschuppen, Sandlagerschuppen und ein dreigeschossiges Dienstgebäude. Der Hof wurde 1920 ebenfalls übernommen und erhielt die Nummer 9. 1923 erfolgte die Schließung.

## Tarif
| Datum         | Einzel- fahrschein | Doppel- fahrschein | Sammelkarte (Anzahl Fahrten) | Monatskarte (Vollzahler) | Monatskarte (Schüler) | Arbeiter- wochenkarte (6 Fahrten) |
| ------------- | ------------------ | ------------------ | ---------------------------- | ------------------------ | --------------------- | --------------------------------- |
| 01. Jul. 1908 | 0,10 M             | –                  | –                            | 06,70 M                  | 03,00 M               | 0,50 M                            |
| 01. Jun. 1918 | 0,15 M             | 0,25 M             | 1,00 M (8 Fahrten)           | 09,75 M                  | 04,00 M               | 0,50 M                            |
| 24. Jan. 1919 | 0,20 M             | 0,35 M             | 1,40 M (8 Fahrten)           | 13,70 M                  | 05,00 M               | 0,85 M                            |
| 01. Okt. 1919 | 0,20 M             | –                  | –                            | 15,60 M                  | 05,50 M               | 1,00 M                            |
| 01. Jan. 1920 | 0,30 M             | –                  | 2,00 M (7 Fahrten)           | 23,50 M                  | 08,00 M               | 1,50 M                            |
| 01. Apr. 1920 | 0,50 M             | –                  | –                            | 40,00 M                  | 12,00 M               | 2,50 M                            |
| 21. Mai 1920  | 0,70 M             | –                  | 5,00 M (8 Fahrten)           | 56,00 M                  | 15,00 M               | 3,50 M                            |
| 01. Dez. 1920 | 0,80 M             | –                  | 6,00 M (8 Fahrten)           | 70,00 M                  | 18,00 M               | 4,00 M                            |

Auf den Linien der Städtischen Straßenbahnen galt ab Eröffnung ein 10-Pfennig-Einheitstarif für eine ununterbrochene Fahrt. Zusätzlich gab der Betrieb Monatskarten zu 6,70 Mark und Arbeiterwochenkarten für sechs Fahrten à 50 Pfennig und zwölf Fahrten à 1,00 Mark heraus. Ab August 1908 wurden auch Schülermonatskarten zu 3,00 Mark ausgegeben. In der Anfangszeit gab es zusätzlich Monatskarten für Polizisten in Uniform und in Zivil zu 2,05 respektive 3,10 Mark.
Beim Kauf der 1. Flachbahnstrecke trafen Stadt und Hochbahngesellschaft eine Sondervereinbarung. Auf dieser Strecke galt ab 1901 zusätzlich zum 10-Pfennig-Einheitstarif ein Übergangstarif zur Hochbahn am Bahnhof Warschauer Brücke. Bei durchgehenden Fahrten von der Flachbahn zur Hochbahn und umgekehrt fiel der Fahrpreis gegenüber dem Erwerb von zwei Fahrkarten um fünf Pfennig günstiger aus. Diese Regelung blieb nach dem 1. Januar 1910 bis Ende 1919 weiterbestehen und galt ausschließlich auf dem Streckenabschnitt zwischen Zentralviehhof und Warschauer Brücke.
Wegen der Inflation musste die Stadt die Fahrpreise ab Mitte 1918 schrittweise erhöhen. Die Höhe entsprach dem Einheitstarif, wie er auch auf den Linien der Großen Berliner Straßenbahn und ihren Nebenbahnen galt. Ab dem 1. Juni 1916 galt demnach der 12,5-Pfennig-Einheitstarif. Die Einzelfahrt kostete gemäß diesem Tarif 15 Pfennig, Doppelfahrscheine kosteten 25 Pfennig, Sammelkarten für acht Fahrten gab es für 1,00 Mark. Die Kosten stiegen bis Anfang Dezember 1920 auf 80 Pfennig für die Einzelfahrt an.

## Betriebsergebnisse
| Geschäfts- jahr¹ | Betriebs- einnahmen (in Mio. Mark) | Betriebs- ausgaben (in Mio. Mark) | Reingewinn (in Mio. Mark) | Bef. Pers. (in Mio.) | Wagen-km (in Mio.) | Bef. Pers./ Wagen-km |
| --- | ---------------------------------- | --------------------------------- | ------------------------- | -------------------- | ------------------ | -------------------- |
| 1908 | 0,550                              | 0,331                             | 0,128                     | 05,77                | 1,01               | 5,71                 |
| 1909 | 1,046                              | 0,603                             | 0,254                     | 10,94                | 1,85               | 5,91                 |
| 1910 | 1,701                              | 0,841                             | 0,568                     | 18,10                | 3,03               | 5,97                 |
| 1911 | 2,030                              | 1,071                             | 0,646                     | 22,01                | 4,04               | 5,44                 |
| 1912 | 2,218                              | 1,304                             | 0,603                     | 23,83                | 4,69               | 5,08                 |
| 1913 | 2,603                              | 1,609                             | 0,405                     | 27,94                | 5,96               | 4,70                 |
| 1914 | 2,251                              | 1,480                             | 0,065                     | 24,42                | 4,81               | 5,08                 |
| 1915 | 2,478                              | 1,618                             | 0,120                     | 26,79                | 5,19               | 5,16                 |
| 1916 | 2,941                              | 1,674                             | 0,364                     | 31,61                | 5,43               | 5,82                 |
| 1917 | 3,925                              | 2,390                             | 0,547                     | 40,00                | 5,30               | 7,55                 |
| ¹ Das Geschäftsjahr lief vom 1. April bis zum 31. März des Folgejahres; 1908 vom 1. Juli 1908 bis zum 31. März 1909 |                                    |                                   |                           |                      |                    |                      |

Die Gewinne der 1908 eröffneten Linien überstiegen zunächst die Erwartungen. Bis weit in den Ersten Weltkrieg hinein konnte das Unternehmen teils beträchtliche Reingewinne verzeichnen, die zur Tilgung des Baukapitals verwendet wurden und der Stadtkasse zugutekamen. Die 1913 eröffneten Linien schmälerten diesen Erfolg vorübergehend, da sie ein deutlich geringeres Verkehrsaufkommen aufwiesen. Eine ernsthafte Konkurrenz bestand hier durch den „Sechseromnibus“, einen Omnibus zum Einheitstarif von fünf Pfennig (ugs. „Sechser“). 1918 überstiegen erstmals die Ausgaben die Einnahmen. Lohn- und Betriebskosten hatten zu dieser Entwicklung geführt, hinzu kam die stetig steigende Inflationsrate. Betrugen die Verluste 1918 insgesamt 35.000 Mark, waren es 1919 bereits 2,6 Millionen Mark und 1920 rund vier Millionen Mark. Diese Entwicklung setzte sich schließlich bei der Berliner Straßenbahn weiter fort.